# ベルリン大聖堂
座標: 北緯52度31分9秒 東経13度24分4秒 / 北緯52.51917度 東経13.40111度

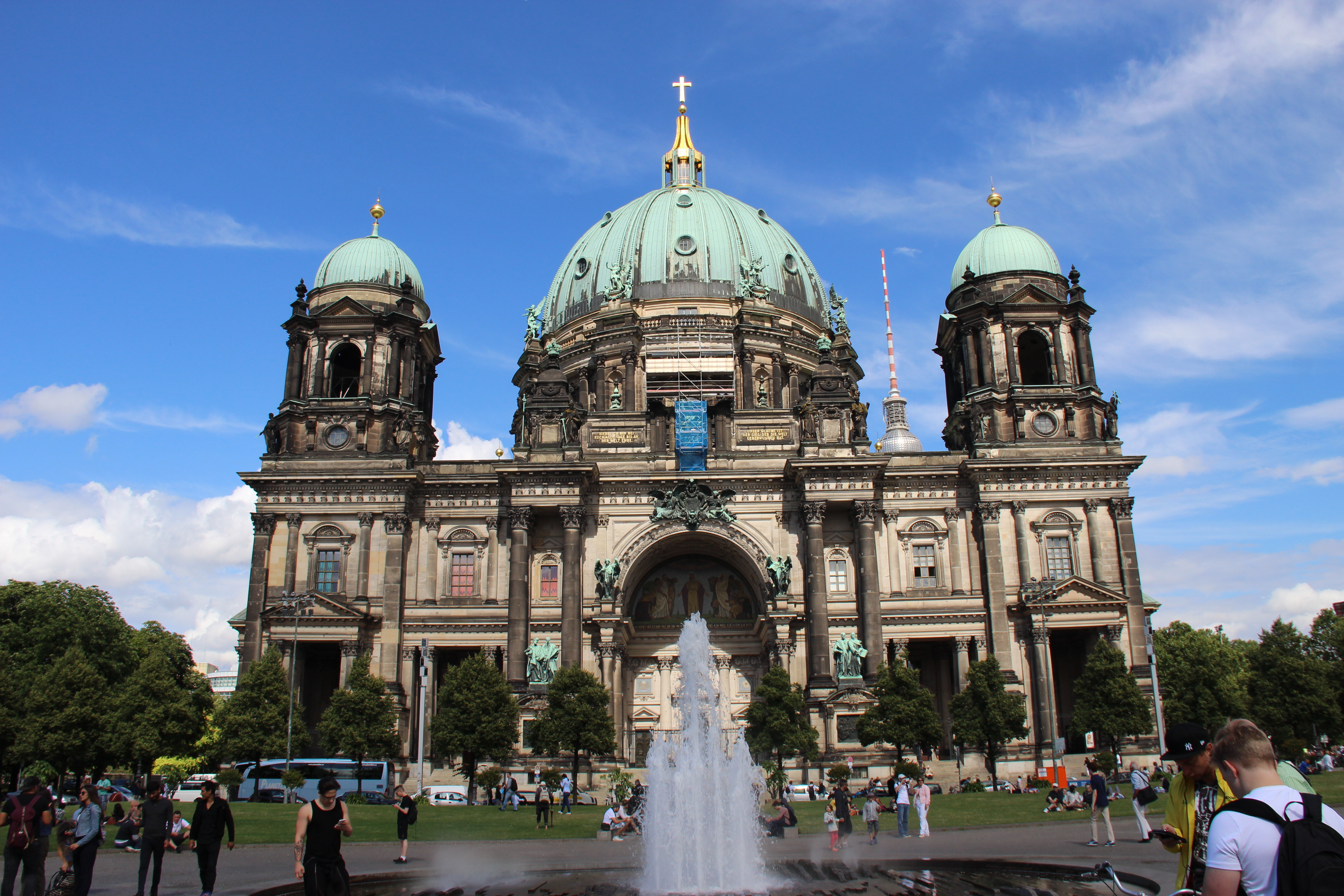
ベルリン大聖堂（2016年）

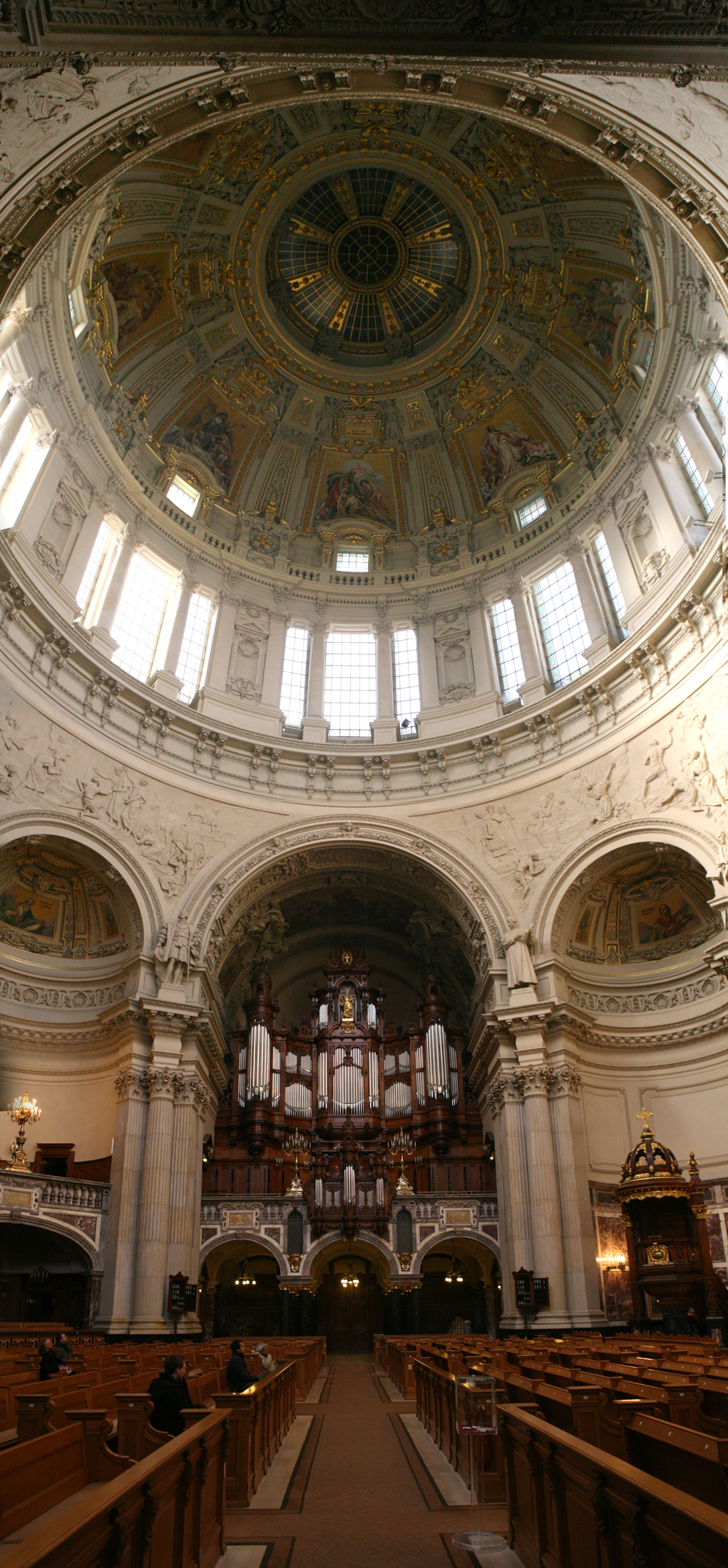
再建後の内観

ベルリン大聖堂（ベルリンだいせいどう、ドイツ語: Berliner Dom）は、ベルリンのミッテ区にあるホーエンツォレルン王家の記念教会で、ベルリン＝ブランデンブルク＝シュレージシェ・オーバーラウジッツ福音主義教会に属し、ルター派の礼拝をおこなっている大聖堂である。ひときわ目を引くドームが印象的な建物である。

## 特徴
もともとの教会がヴィルヘルム2世の命令によって1905年に建て替えられ、現在の姿となった。王家ゆかりの人々の墓碑などがある。
114メートルの高さをもつ天蓋は第二次世界大戦で被害を受けたが、1993年に修復され現在の姿を取り戻した。270段の階段を昇って天蓋部分へ出ることもできる。
- - 1944年5月24日の爆撃で焼失したベルリン大聖堂。

## 墓所
葬られている人物の一覧
- アウグスト・ヴィルヘルム・フォン・プロイセン (1722-1758)
- ハインリヒ・フォン・プロイセン (1747-1767)
- フェルディナント・フォン・プロイセン(1730-1813)
- アウグスト・フォン・プロイセン(1779-1843)
- ヴァルデマール・フォン・プロイセン (1817-1849)
- ヴィルヘルム・フォン・プロイセン(1783-1851)
- ヴィルヘルム1世 (ドイツ皇帝)(1797- 1888)

## ギャラリー

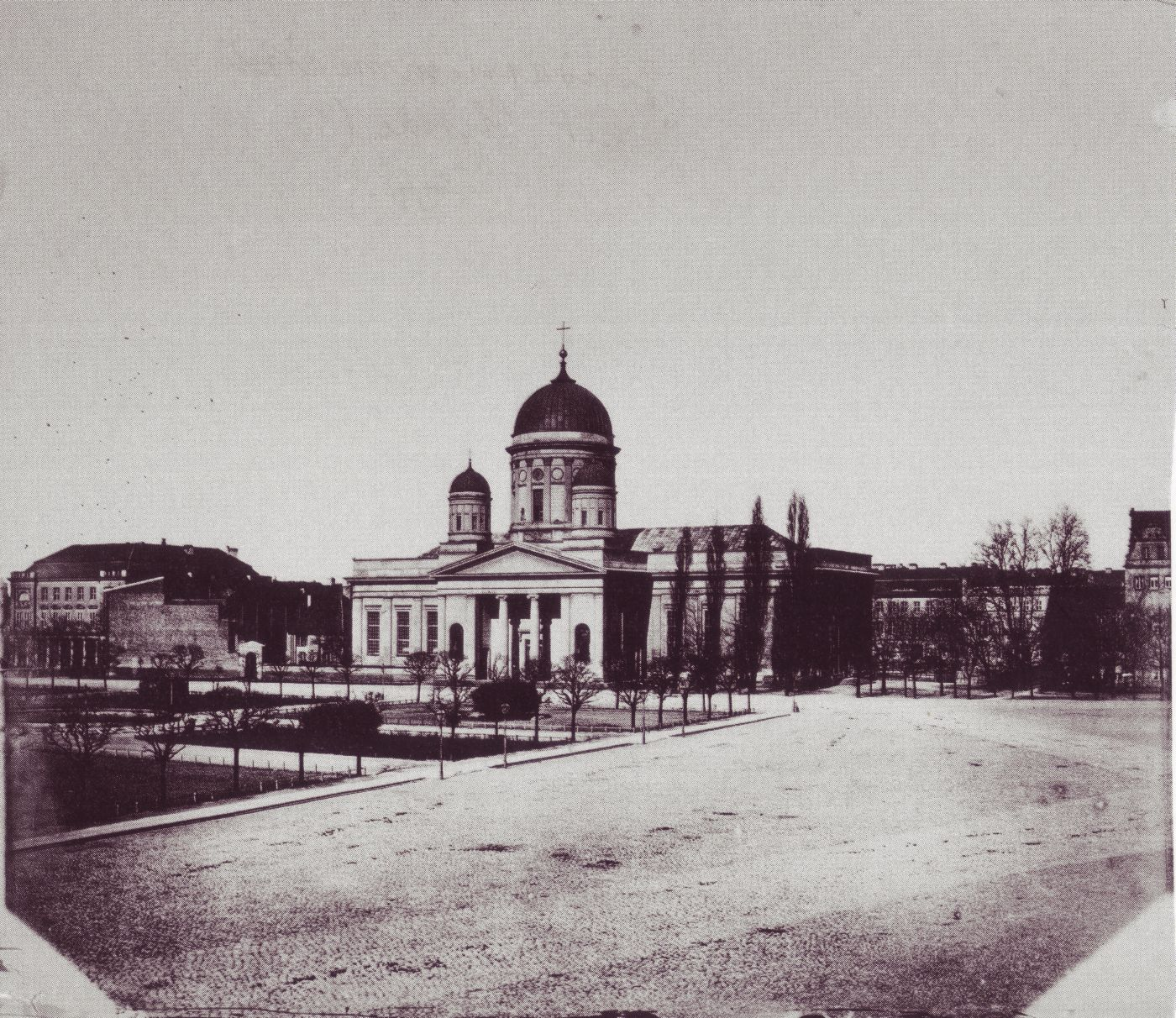
1856年・改築前の姿
戦災の傷跡が残っている1964年の状態
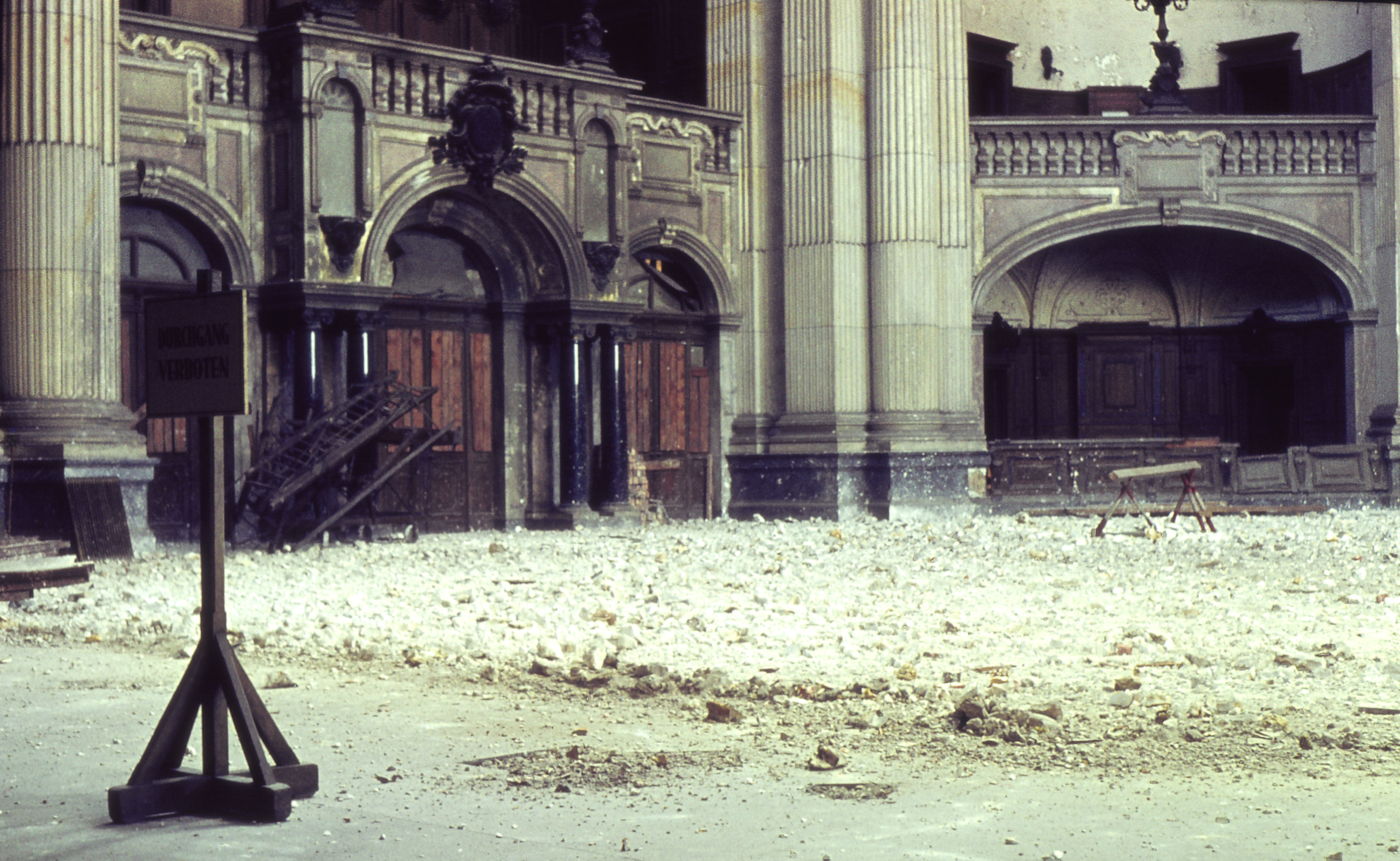
再建前（1964年）の大聖堂内部
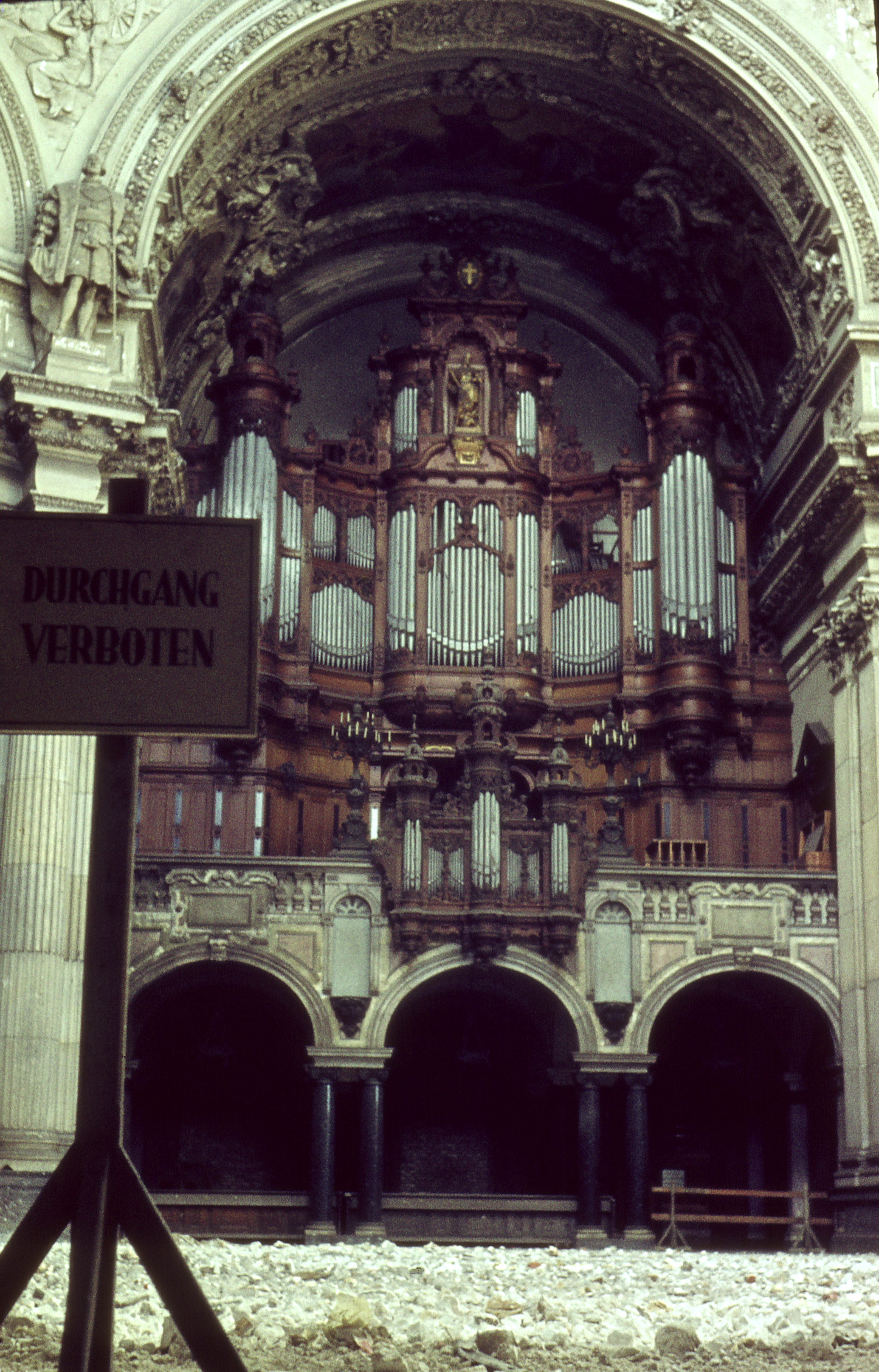
再建前（1964年）の大聖堂内部（オルガン）
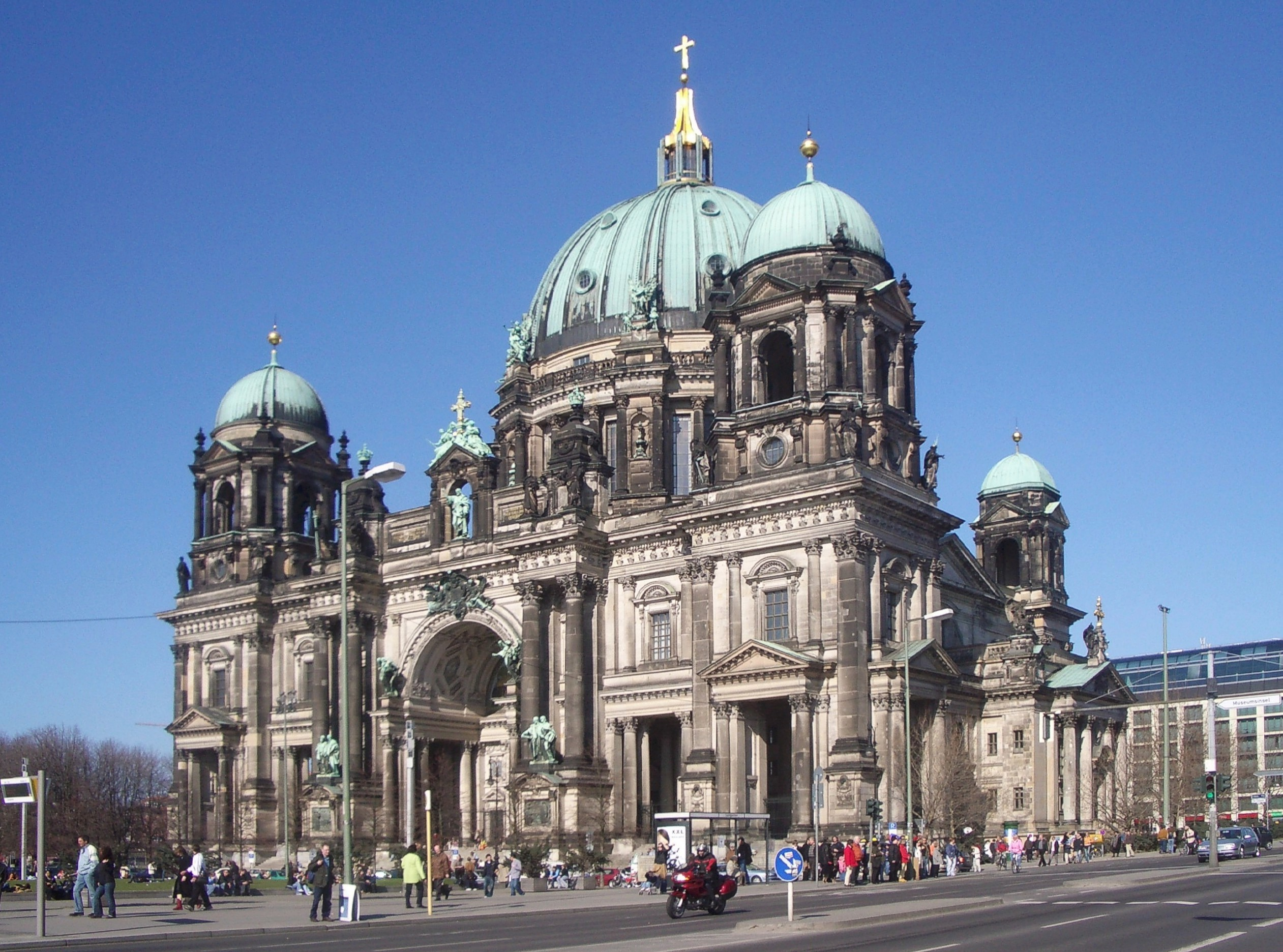
再建後：2005年の姿
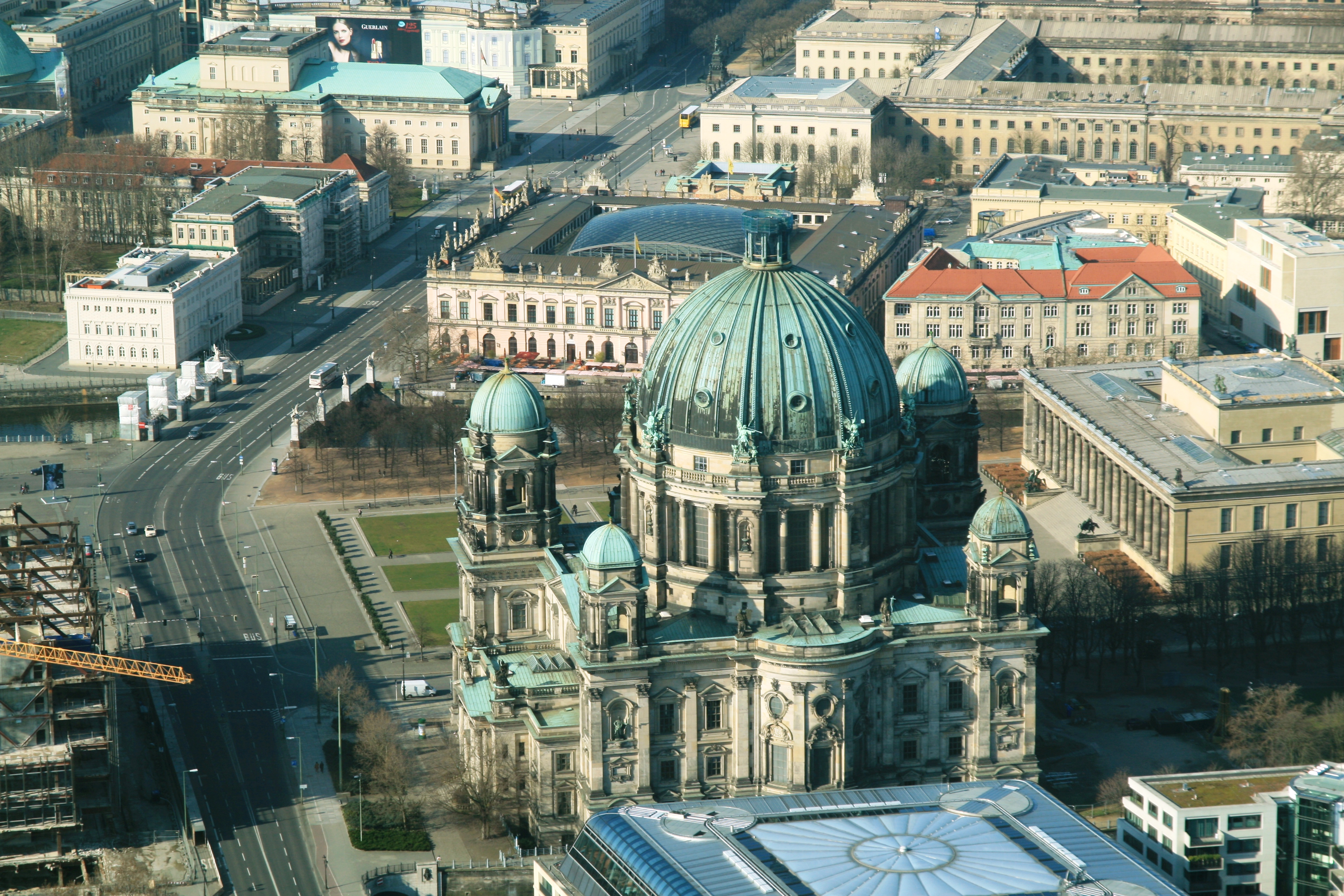
再建後：2008年の姿
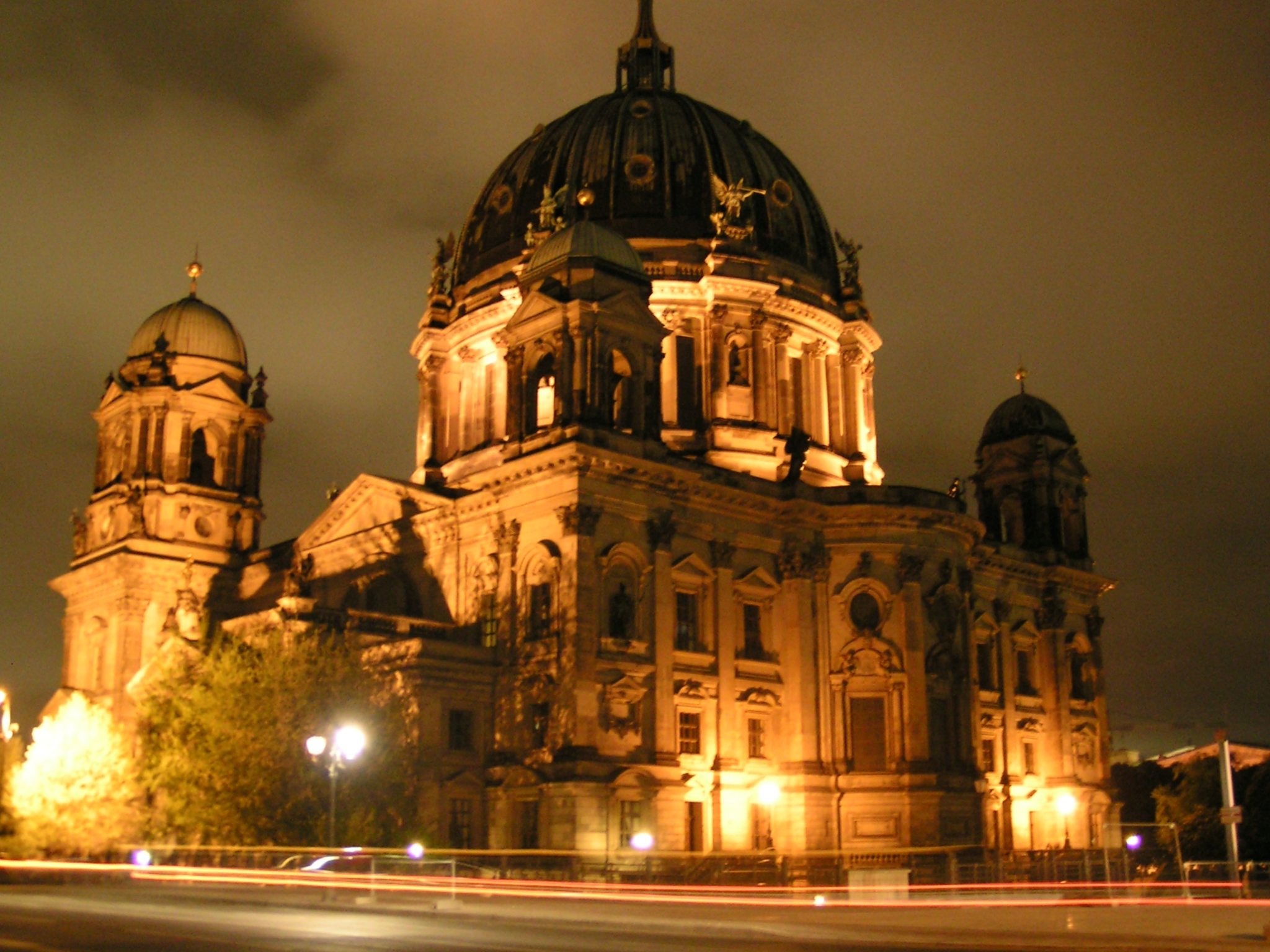
再建後の夜景
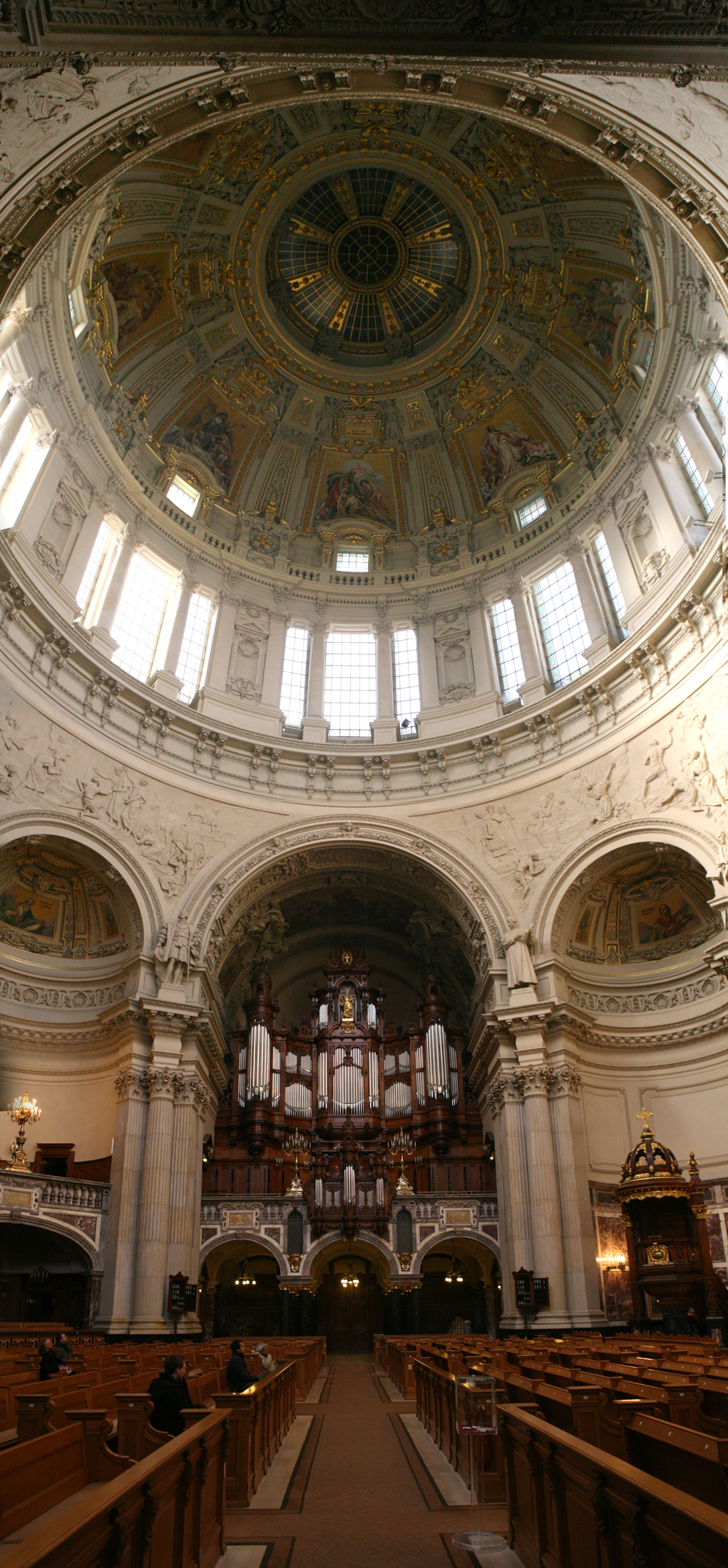
再建後の内観